# Crenidorsum armatae
Crenidorsum armatae là một loài côn trùng cánh nửa trong họ Aleyrodidae, phân họ Aleyrodinae.
Crenidorsum armatae được Russell miêu tả khoa học đầu tiên năm 1945.